# Goniometer (Radar)
In einem Radargerät ist ein Goniometer ein Gerät zum Messen des Höhenwinkels eines eintreffenden Echosignals. Anhand des Höhenwinkels und der Entfernung kann dann die Flughöhe des Flugzeuges errechnet werden, von dem das Echosignal stammt.

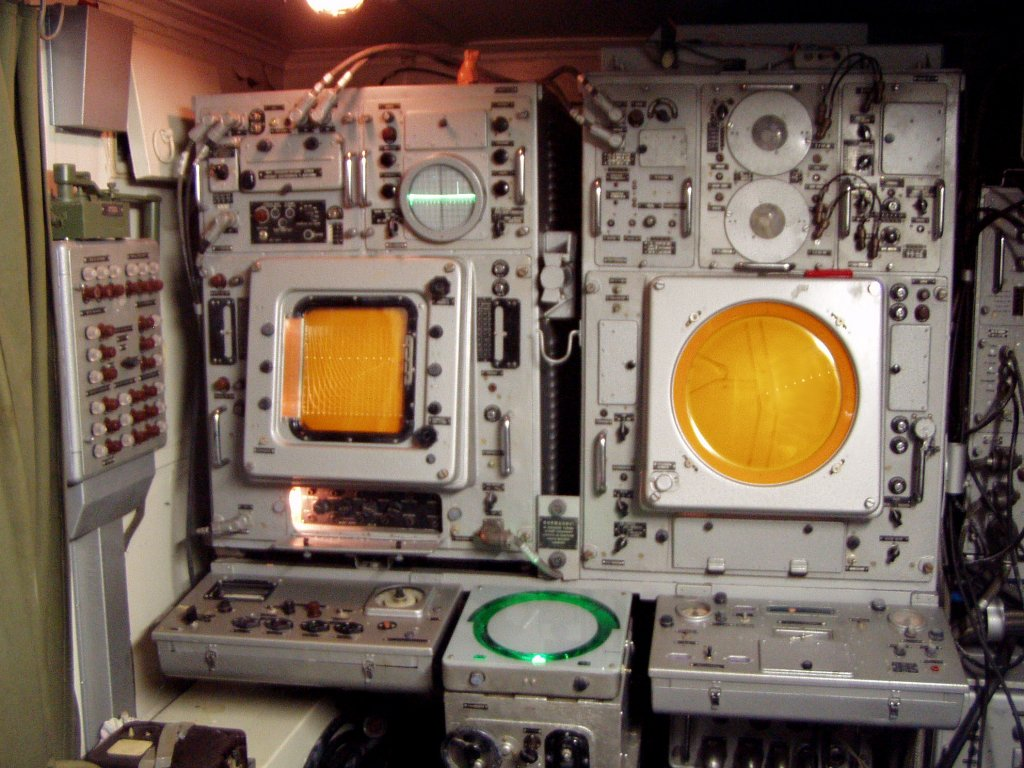
Sichtgeräte des historischen russischen Radargerätes „Spoon Rest B”.

Eine Höhenbestimmung mit einem Goniometer setzt eine Radarantenne mit zwei übereinander angebrachten Antennenebenen voraus. Das Goniometer misst den Phasenunterschied der beiden durch die Antennenebenen empfangenen Signale. Die hochfrequenten Echosignale werden auf kreisförmig gebogene Leitungsabschnitte gelegt, auf denen sie jeweils eine stehende Welle erzeugen. Ein durch einen Motor ständig hin und her bewegter Schleifer tastet auf diesen Leitungsabschnitten die Signale ab und bildet eine Differenz zwischen den Signalen von der oberen und der unteren Antennenebene. An einer bestimmten Stelle ist diese Differenz gleich Null. Die Winkellage dieser Nullstelle ist das Maß des aktuellen Höhenwinkels des Zieles.
In dem russischen Radargerät P-12 NP (NATO-Designator: "Spoon Rest B") befindet sich das Goniometer zwischen den beiden Sichtgeräteschränken. Im Bild ist links das E-scope, rechts das PPI-scope und zwischen den Bedienpulten unter den Sichtgeräten befindet sich das Goniometer: leicht erkennbar an der beleuchteten grünen kreisförmigen Skala.